# Dufourea pontica
Dufourea pontica är en biart som först beskrevs av Warncke 1979.  Dufourea pontica ingår i släktet solbin, och familjen vägbin. Inga underarter finns listade i Catalogue of Life.